# Bridelia tomentosa
Bridelia tomentosa är en emblikaväxtart som beskrevs av Carl Ludwig von Blume. Bridelia tomentosa ingår i släktet Bridelia och familjen emblikaväxter. Inga underarter finns listade i Catalogue of Life.